# Farnabazos II
Farnabazos II (vers 435 aC – després del 373 aC) fou un noble persa que fou sàtrapa de Dascilios.
Farnabazos era fill de Farnaces de Dascilios al que va succeir vers el 413 aC.
El 412 aC va prendre part en negociacions entre Pèrsia i Esparta. Hi va participar també el sàtrapa de Lídia i Cària, Tisafernes, que de fet era el seu rival polític. Fou Tisafernes que va assolir el tractat amb Esparta pel qual la flota persa-fenícia ajudaria a Esparta contra Atenes. Com que Tisafernes no va complir la paraula d'enviar la flota, els espartans van negociar llavors amb Farnabazos. Les tensions entre els dos sàtrapes van provocar la intervenció del rei, que va enviar el seu fill Cir el jove, que va deposar Tisafernes com a sàtrapa de Lícia (però va poder conservar Cària) i va donar suport a Esparta.
El 405 aC els espartans van guanyar la batalla decisiva i el 404 aC Atenes es va rendir. Farnabazos, junt amb Cir i amb Tisafernes, va ocupar les ciutats gregues de l'Àsia.
Quan va morir el rei Darios II de Pèrsia el 404 aC el va succeir Artaxerxes II contra el que es va rebel·lar son germà Cir el jove. Tisafernes va donar suport al rei i Farnabazos va romandre neutral. Cir fou derrotat a Cunaxa el 401 aC i els mercenaris grecs van arribar a Dascilios el 400 aC després de creuar Armènia i Paflagònia. Tisafernes va recuperar Lídia.
Aleshores els espartans es preparaven per alliberar les ciutats gregues i de fet per posar-les sota el seu domini, però el comandant espartà Tibró, en lloc d'atacar la desorganitzada Lídia va atacar Frígia Helespòntica on Farnabazos estava ben preparat. Tibró fou substituir per Dercílides que va traslladar la seva acció al sud i va envair Lídia i Cària. Tisafernes i Farnabazos van aparcar les seves diferències, van unir les forces i van rebutjar els espartans cap al nord, sense deixar-los reunir-se amb la flota. Una batalla es va lliurar a Magnèsia i després es va concloure l'armistici (397 aC) segons el qual Esparta evacuava Àsia Menor però les citats gregues serien independents. Però durant les negociacions els perses van saber que una flota s'estava construint a Fenícia (probablement per combatre els Egipcis revoltats) i desconfiant, van trencar els acords i el rei esparta Agesilau va envair Àsia amb noves tropes (396 aC). Agesilau va pactar amb Tisafernes una treva: Agesilau volia derrotar primer Farnabazos i després Tisafernes, però aquest esperava que Agesilau, debilitat per la lluita contra Farnabazos, podria ser derrotat quan li arribaren els reforços que esperava: Farnabazos però va aconseguir retardar l'enfrontament i va enviar al rodi Timòcrates a Grècia per incitar revoltes antiespartanes. Agesilau va reclutar soldats a les ciutats gregues de Jònia i a la primavera del 395 aC va derrotar Tisafernes prop de Sardes. Tisafernes es va poder escapar però quan el rei se'n va assabentar que no havia participat en la guerra junt amb Farnabazos, el va deposar, i el va executar i va nomenar en el seu lloc Titraustes. Aquest va decidir seguir el mateix esquema que Tisafernes, i va pagar diners a Agesilau perquè marxes al nord a atacar a Farnabazos.
Però Agesilau de sobte va canviar de parer i se'n va anar cap al sud i va atacar Cària on encara hi havia un vuit de poder perquè Titraustes no havia cobert molts llocs administratius i militars que havien quedat vacants després de la deposició de Tisafernes. La marxa d'Agesilau en direcció a Cilícia no fou massa exitosa, car no va poder ocupar les ciutats i mentre Farnabazos va reunir un exèrcit i una flota i va trobar per manar-la un gran cap, l'atenenc Conó. Mentre la missió de Timòcrates de Rodes havia reeixit i algunes ciutats s'havien revoltat contra Esparta (395 aC) i Agesilau va haver de ser cridat (394 aC). Farnabazos i Conó van conquerir Melos i Citera el 393 aC. La guerra que va seguir va acabar amb la pau entre grecs i perses signada el 386 aC que va establir l'hegemonia espartana i va entregar les ciutats gregues d'Àsia a Pèrsia. Farnabazos va respectar l'autonomia de les ciutats, cosa que no sempre faran els seus successors.
El 387 aC com a premi, Farnabazos va rebre la mà d'Apama, filla del rei de Pèrsia; va rebre també, compartit amb Titraustes, el comandament de la flota que havia de conquerir Egipte, que estava revoltada els darrers vint anys. Com a sàtrapa va deixar el seu fill Ariobarzanes.
Els atacs a Egipte del 385 aC i 383 aC no foren exitosos, sobretot per la defensa egípcia reforçada pels atenencs dirigits per Cabries. El 373 aC Farnabazos va dirigir une altre atac en solitari quant els atenencs ja s'havien retirat; Farnabazos va reunir la flota a Acco (Acre, Palestina) i va contractar mercenaris grecs dirigits per Ifícrates; la flota va avançar pel delta sense ser atacada doncs els egipcis no tenien mitjans navals; però quan els egipcis van atacar Pelúsion van topar amb una resistència ferotge. Farnabazos va decidir buscar una altra braça del riu i avançar cap a Memfis. L'estratègia de Farnabazos i la d'Ifícrates era diferent i van esclatar conflictes entre els dos caps militars. Farnabazos dubtava d'atacar Memfis i el faraó Nectabeu es va poder reforçar i el juliol del 373 els perses es van haver de retirar per la pujada del riu Nil.
Ja no es tenen més notícies de Farnabazos que devia morir algun temps després.